# Венс (Південна Кароліна)
Венс (англ. Vance) — місто (англ. town) в США, в окрузі Оранджберг штату Південна Кароліна. Населення — 128 осіб (2020).

## Географія
Венс розташований за координатами 33°26′11″ пн. ш. 80°25′13″ зх. д. / 33.43639° пн. ш. 80.42028° зх. д. (33.436376, -80.420208).  За даними Бюро перепису населення США в 2010 році місто мало площу 1,31 км², уся площа — суходіл.

## Демографія
Згідно з переписом 2010 року, у місті мешкало 170 осіб у 62 домогосподарствах у складі 47 родин. Густота населення становила 130 осіб/км².  Було 75 помешкань (57/км²).
Расовий склад населення:
| - 80,0 % — чорних або афроамериканців - 10,0 % — білих - 6,5 % — азіатів - 2,9 % — корінних американців |

До двох чи більше рас належало 0,6 %. Частка іспаномовних становила 0,6 % від усіх жителів.
За віковим діапазоном населення розподілялося таким чином: 30,0 % — особи молодші 18 років, 55,9 % — особи у віці 18—64 років, 14,1 % — особи у віці 65 років та старші. Медіана віку мешканця становила 38,5 року. На 100 осіб жіночої статі у місті припадало 70,0 чоловіків;  на 100 жінок у віці від 18 років та старших — 67,6 чоловіків також старших 18 років.
Середній дохід на одне домашнє господарство  становив 19 815 доларів США (медіана — 17 292), а середній дохід на одну сім'ю — 22 963 долари (медіана — 23 125). За межею бідності перебувало 45,1 % осіб, у тому числі 93,3 % дітей у віці до 18 років та 28,6 % осіб у віці 65 років та старших.
Цивільне працевлаштоване населення становило 19 осіб. Основні галузі зайнятості: виробництво — 31,6 %, публічна адміністрація — 21,1 %, мистецтво, розваги та відпочинок — 21,1 %.